# وجدي بوعلاق
وجدي بوعلاق  من مواليد 9 فبراير 1982 هو لعب جمباز تونسي اختير كأفضل رياضي تونسي لسنة 2006 بعد الاستفتاءالسنوي لصحيفة لورونوفو اليومية التونسية الذي شارك فيه 143 إعلاميا وتحصل وجدي على 608 نقطة متقدما على السباح أسامة الملولي 283 نقطة ومصارعة الجيدو هدى ميلاد 197 نقطة. وجاء اختيار وجدى بوعلاق بعد تحصله على المرتبة السادسة في الدور النهائي لكاس العالم بالبرازيل بالإضافة إلى فوزه بميدالية برونزية وأخرى فضية في المرحلتين الأولى والثانية على التوالي ضمن مسار المسابقة ذاتها فضلا عن إحرازه أربع ميداليات ذهبية و3 برونزية في البطولة الإفريقية بجنوب إفريقيا.
وقد تحصل وجدي بوعلاق على الميدالية الذهبية في مسابقة الحركات الأرضية خلال منافسات كأس العالم للجمباز التي أقيمت في ماي 2007 في مدينة جينت البلجيكية بعد أن أنهى مسابقة الحركات الأرضية في المركز الأول بمجموع 15 الفا و500 نقطة وأصبح بالتالي أول جمبازى عربي وإفريقي يحقق هذا الإنجاز الكبير.

## روابط خارجية
- وجدي بوعلاق على موقع الاتحاد الدولي للجمباز (licence) (الإنجليزية)
- وجدي بوعلاق على موقع الاتحاد الدولي للجمباز (biography) (الإنجليزية)
- وجدي بوعلاق على موقع اللجنة الأولمبية الدولية (الإنجليزية)
- وجدي بوعلاق على موقع أوليمبيديا (الإنجليزية)